# فيليب العربي
فيليب العربي (204 - سبتمبر 249)، إمبراطور روماني، حكم من عام 244 إلى 249. ولد في أورانتيس في بلاد العرب في مدينة شهبا التي تقع في سوريا . صعد فيليب الذي كان حاكمًا إمبراطوريًا إلى السلطة بعد وفاة جورديان الثالث في فبراير 244، وسرعان ما تفاوض على السلام مع الإمبراطورية الساسانية الفارسية وعاد إلى روما ليوافق عليه مجلس الشيوخ. وفي عهده احتفلت مدينة روما بألفيتها.
تعرض فيليب للخيانة وقتل في معركة فيرونا [الإنجليزية] في سبتمبر 249 بعد تمرد قاده خليفته ديكيوس. كان حكم فيليب الذي دام خمس سنوات مستقرًا بشكل غير عادي في القرن الثالث المضطرب.
خلال أواخر القرن الثالث وحتى القرن الرابع، اعتقد بعض رجال الكنيسة أن فيليب كان أول إمبراطور مسيحي؛ ووصف على هذا النحو في كتاب (Chronicle) لجيروم والذي كان معروفًا جيدًا خلال العصور الوسطى، وأيضا في الكتاب الشهير (تاريخ ضد الوثنيين) أوروسيوس [الإنجليزية]، وتم تقديمه كمسيحي في كتاب يوسابيوس القيصري (التاريخ الكنسي). ومع ذلك، لا يزال العلماء المعاصرون منقسمون حول هذه القضية.

## حياته
مسقط رأس فيليب كان في مستوطنة شهبا السورية بالقرب من مدينة بصرى التي تحول اسمها لاحقاً إلى فيليبوبولس نسبة إليه. وهو ابن مواطن روماني يدعى يوليوس مارينوس الذي أعلنه فيليب إلهاً في فترة حكمه. لقب بالعربي نسبة إلى مسقط رأسه في الولاية العربية الرومانية، كما يعتقد بشكل كبير أنه فعلا كان عربياً من الناحية العرقية كذلك. تزوج فيليب من مارشيا أوتاشيليا سيفيرا وأنجبت له مولوداً عرف باسم فيليب الثاني.
صعد نجمه في الجزء السوري من الإمبراطورية واستلم السلطة بوفاة غورديان الثالث، فعقد الصلح مع الساسانيين. أقام سنة 248 احتفالاً ضخماً بمناسبة مرور ألف عام على إنشاء مدينة روما. أرسل ديكيوس إلى الدانوب لإخضاع فتنة اندلعت بين الجنود، فنادوا به إمبراطوراً وأرغموه على الزحف على إيطاليا. فقابلهم فيليب في فيرونا، وقتل في المعركة.
سمح فيليب للمسيحيين بحرية العبادة، لكن المرجح أنه لم يعتنق المسيحية، ولكن لا يمكن الإنكار أن المسيحيين عاشوا في عَهدِهِ التسامح الديني ومهد ليعتنق قسطنطين المسيحية وتكون الدين الأول في الإمبراطورية الرومانية.
كان ابنه فيليب الثاني قد نما على أخلاق ومثل أبيه، فشاركه في الحكم عندما شب ونضج، حتى بدا اسم الابن مقترناً باسم الأب على نقود الإمبراطورية، كما أن زوجته مارشيا أوتاشيليا سيفيرا ولعلها من أسرة سيبتيموس سيفيروس قد ساعدته في حكمه، وظهرت نقود تحمل صورتها تمجيداً وتكريماً لها.
اهتم ببناء مدينته شهبا وجعلها من الفخامة بالقدر الكبير وأصبحت من أهم مدن الإمبراطورية.

## مواضيع مرتبطة
- الإمبراطورية الرومانية
- قائمة الأباطرة الرومان